# Okręgowe rozgrywki w piłce nożnej woj. rzeszowskiego (1971/1972)
Okręgowe rozgrywki w piłce nożnej województwa rzeszowskiego w sezonie 1971/1972.

OZPN Rzeszów

## Klasa okręgowa
- Do niższej klasy rozgrywkowej zostały zdegradowane dwie ostatnie drużyny[1].